# Homayoon Behzadi
Homayoon Behzadi (per.: همایون بهزادی; 20 czerwca 1942 w Chorramabadzie, 22 stycznia 2016 w Teheranie) – irański piłkarz grający na pozycji pomocnika lub napastnika, reprezentant kraju, trener.

## Kariera piłkarska

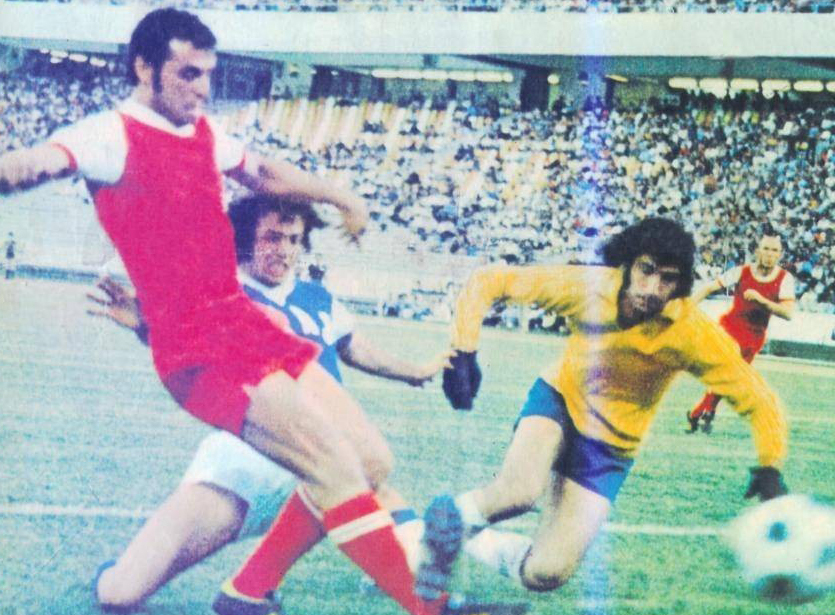
Homayoun Behzadi zdobywający gola w derbach Teheranu z Taj Teheran, 8 września 1973.

Homayoon Behzadi karierę piłkarską rozpoczął w 1954 roku w juniorach Shahina Tehran, w którym w 1958 roku przeszedł do profesjonalnej drużyny, z którą zdobył czterokrotnie mistrzostwo (1959, 1960, 1965, 1966) oraz dwukrotnie wicemistrzostwo Teheranu (1962, 1963) oraz Tehran Hazfi Cup 1963.
Po rozwiązaniu klubu z powodu problemów finansowych w 1967 roku przeszedł do FC Persepolis (w sezonie 1968/1969 grał na wypożyczeniu w Pajkanie Teheran), z którym zdobył dwukrotnie mistrzostwo (1972, 1974) oraz wicemistrzostwo Iranu w sezonie 1974/1975, po czym zakończył karierę piłkarską.
W 2013 roku został dołączony do Galerii Sławy FC Persepolis

## Kariera reprezentacyjna
Homayoon Behzadi w latach 1962–1972 w reprezentacji Iranu rozegrał 35 meczów, w których zdobył 14 goli. Zdobył z reprezentacją Iranu dwukrotnie Puchar Narodów Azji (1968 – król strzelców turnieju z 4 golami, 1972) oraz srebrny medal igrzysk azjatyckich 1966 w Bangkoku po przegranej 20 grudnia 1966 roku w finale 1:0 z reprezentacją Birmy.
30 listopada 2014 roku został dołączony do Galerii Sławy azjatyckiej piłki nożnej.

## Kariera trenerska
Homayoon Behzadi jeszcze w trakcie kariery piłkarskiej rozpoczął karierę trenerską w FC Persepolis, w którym w latach 1974–1976 był asystentem trenerów: Alana Rogersa i Büyüka Vatankhahy. Po odejściu Alana Rogersa w okresie od 6 marca do 9 maja 1975 roku pełnił funkcję tymczasowego trenera klubu i realizował jego projekt mający na celu obniżenie średniej wieku zawodników. W tej roli zadebiutował w wygranym 3:1 meczu towarzyskim z Malawanem Bandar-e Anzali. Po przegranym 3:1 meczu derbowym z Taj Teheran stwierdził, że zawodnicy drużyny przeciwnej zażywali przez meczem narkotyki, co nie zostało potwierdzone, a Behzadi został zawieszony na dwa miesiące i zastąpiony przez Büyüka Vatankhahę, którego później został asystentem.
Następnie przez ponad 10 lat był menedżerem Shahin Tehran B.

## Statystyki

### Reprezentacyjne
| Reprezentacja | Rok     | Mecze | Gole |
| ------------- | ------- | ----- | ---- |
| Iran          | 1962    | 2     | 0    |
| Iran          | 1963    | 3     | 2    |
| Iran          | 1964    | 3     | 3    |
| Iran          | 1965    | 2     | 2    |
| Iran          | 1966    | 8     | 2    |
| Iran          | 1967    | 2     | 0    |
| Iran          | 1968    | 4     | 4    |
| Iran          | 1969    | 0     | 0    |
| Iran          | 1970    | 0     | 0    |
| Iran          | 1971    | 2     | 0    |
| Iran          | 1972    | 9     | 0    |
| Łącznie       | Łącznie | 35    | 14   |

### Trenerskie
| Drużyna       | Od         | Do         | Wyniki | Wyniki | Wyniki | Wyniki | Wyniki | Wyniki | Wyniki | Wyniki |
| Drużyna       | Od         | Do         | M      | Z      | R      | P      | Z%     | GZ     | GS     | +/-    |
| ------------- | ---------- | ---------- | ------ | ------ | ------ | ------ | ------ | ------ | ------ | ------ |
| FC Persepolis | 06.03.1975 | 09.05.1975 | 15     | 7      | 4      | 4      | 46.67  | 23     | 14     | +9     |

## Sukcesy

### Zawodnicze
Shahin Tehran
- Mistrzostwo Teheranu: 1959, 1960, 1965, 1966
- Wicemistrzostwo Teheranu: 1962, 1963
- Tehran Hazfi Cup: 1963

FC Persepolis
- Mistrzostwo Iranu: 1972, 1974
- Wicemistrzostwo Iranu: 1975

### Reprezentacyjne
- Puchar Narodów Azji: 1968, 1972
- Wicemistrzostwo igrzysk azjatyckich: 1966

### Indywidualne
- Król strzelców Pucharu Narodów Azji: 1968 (4 gole)
- Członek Galerii Sławy FC Persepolis: 2013
- Członek Galerii Sławy azjatyckiej piłki nożnej: 2014

## Życie prywatne
Homayoon Behzadi jest kuzynem irańskiego piłkarza, Masouda Boroumanda.

## Problemy zdrowotne i śmierć
Homayoon Behzadi w kwietniu 2013 roku trafił do szpitala w Teheranie z powodu zawału serca. Po dwóch dniach został przewieziony do szpitala dziennego. 12 maja 2013 roku po stwierdzeniu dobrego stanu zdrowia przez jego osobistego lekarza opuścił szpital.
Zmarł 22 stycznia 2016 roku w swoim domu w Teheranie.

## Ciekawostki
- Homayoon Behzadi był absolwentem języka perskiego.